# الخندق الغربی
الخندق الغربی (به عربی: الخندق الغربی) یک روستا در سوریه است که در ناحیه مرکزی سقیلبیه واقع شده‌است. الخندق الغربی ۱٬۴۵۶ نفر جمعیت دارد.